# Britische Klasse 390
Die Fahrzeuge, der auch als Pendolino Britannico bezeichneten britischen Klasse 390, sind elektrisch angetriebene Neigezüge, die von der Bahngesellschaft Avanti West Coast  auf der West Coast Main Line im Vereinigten Königreich eingesetzt werden. Die Triebzüge wurden von Alstom unter Verwendung der aktiven Neigetechnik von Fiat auf Veranlassung des früheren Betreibers Virgin Trains gebaut.

## Geschichte
Als Virgin Trains im Jahr 1997 die Ausschreibung für den InterCity-Verkehr auf der West Coast Main Line gewann, wurde beschlossen, die dort verkehrenden Züge durch neues Wagenmaterial zu ersetzen. Bei den alten Zügen handelte es sich vor allem um Elektrolokomotiven der Typen BR-Klasse 86, BR-Klasse 87 und BR-Klasse 90, sowie um Wagen der Typen BR Mark 2 und BR Mark 3 im Wendezugbetrieb. Alstom/Fiat wurde daraufhin mit dem Bau von Neigezügen beauftragt; die meisten Komponenten stammen von Fiat, die Endmontage erfolgte jedoch im Alstom-Werk Washwood Heath bei Birmingham. 53 Einheiten wurden zwischen 2001 und 2004 gebaut, mit den Nummern 390001 bis 390053.
Damit werden nicht zum ersten Mal Neigezüge auf der WCML betrieben. Bereits zwanzig Jahre zuvor hatte British Rail den Advanced Passenger Train (APT; British Rail Class 370) konstruiert. Obwohl dieser letztendlich gescheitert war, hat viel von dessen Technologie überlebt – sie war an Fiat verkauft worden, und damit ist der Class 390 in mancherlei Hinsicht ein Nachfolger des APT.
Ursprünglich sollten die Züge mit einer Geschwindigkeit von 225 km/h (140 mph) fahren. Der Ausbau der West Coast Main Line wurde jedoch teurer als geplant, daher wurde die Strecke lediglich für eine Maximalgeschwindigkeit von 200 km/h (125 mph) ausgebaut und dementsprechend wurden die Züge auf diese Maximalgeschwindigkeit ausgelegt. Damit fahren die Züge zwar mit der gleichen Geschwindigkeit wie früher die APTs von British Rail; diese waren jedoch ursprünglich für eine Geschwindigkeit von 155 mph entwickelt worden und hatten auf Testfahrten tatsächlich einmal 162 mph (261 km/h) erreicht.
Am 21. Mai 2004 wurde die Genehmigung für den Betrieb mit einer Höchstgeschwindigkeit von 125 Meilen pro Stunde (mit Neigetechnik) erteilt. Mitte 2004 waren 45 von 53 Zügen auf der WCML im Einsatz. Wöchentlich wurden 566 Züge angeboten. Am 20. September 2004 schickte der damalige britische Premierminister Tony Blair den ersten 200-km/h-Zug auf den Weg. Am 27. September 2004 wurde der fahrplanmäßige Betrieb mit 200 km/h aufgenommen. Die Fahrzeiten wurden damit um 20 Prozent reduziert, das Angebot gleichzeitig um 22 Prozent erhöht.

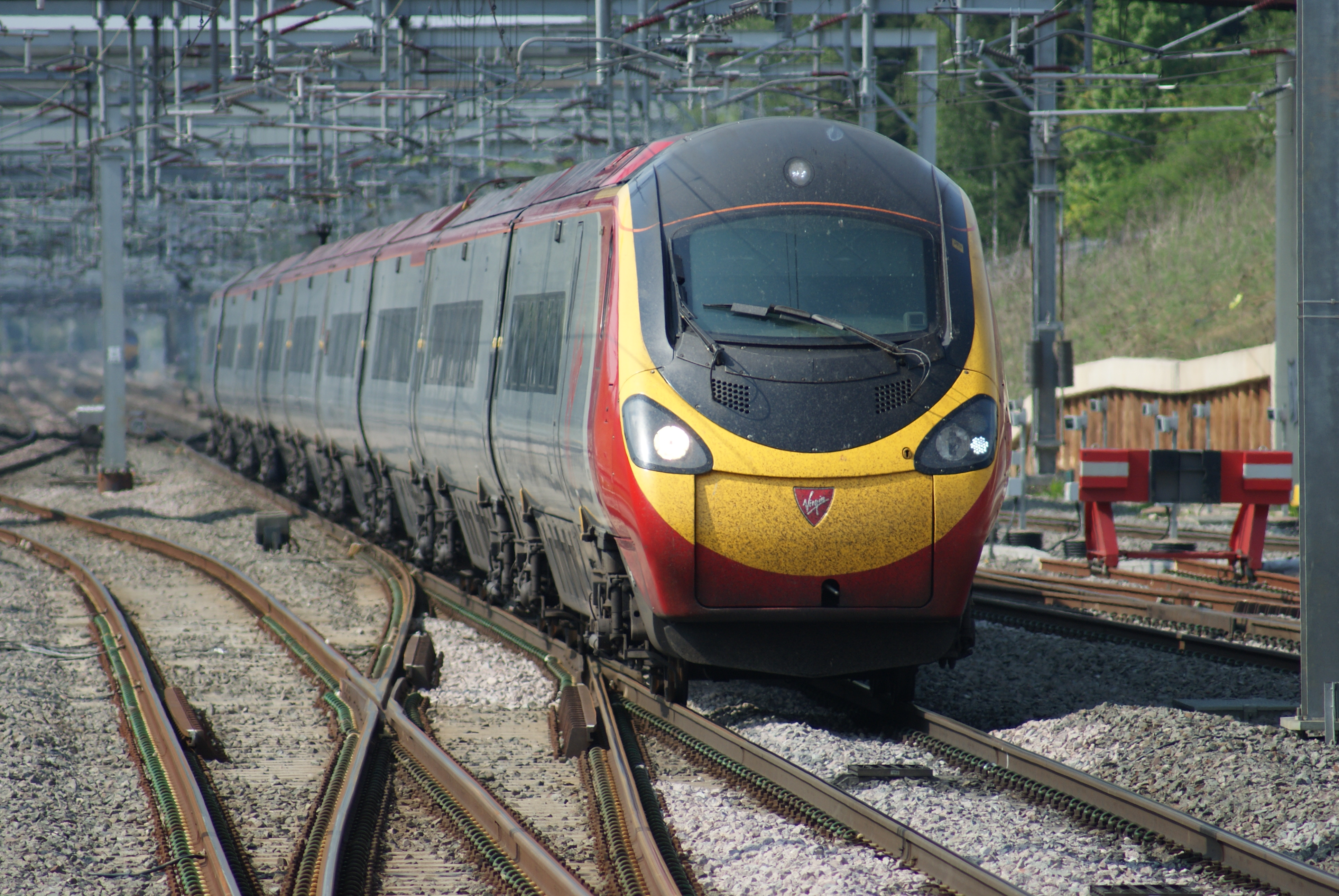
Triebzug auf dem Weg von Liverpool nach London

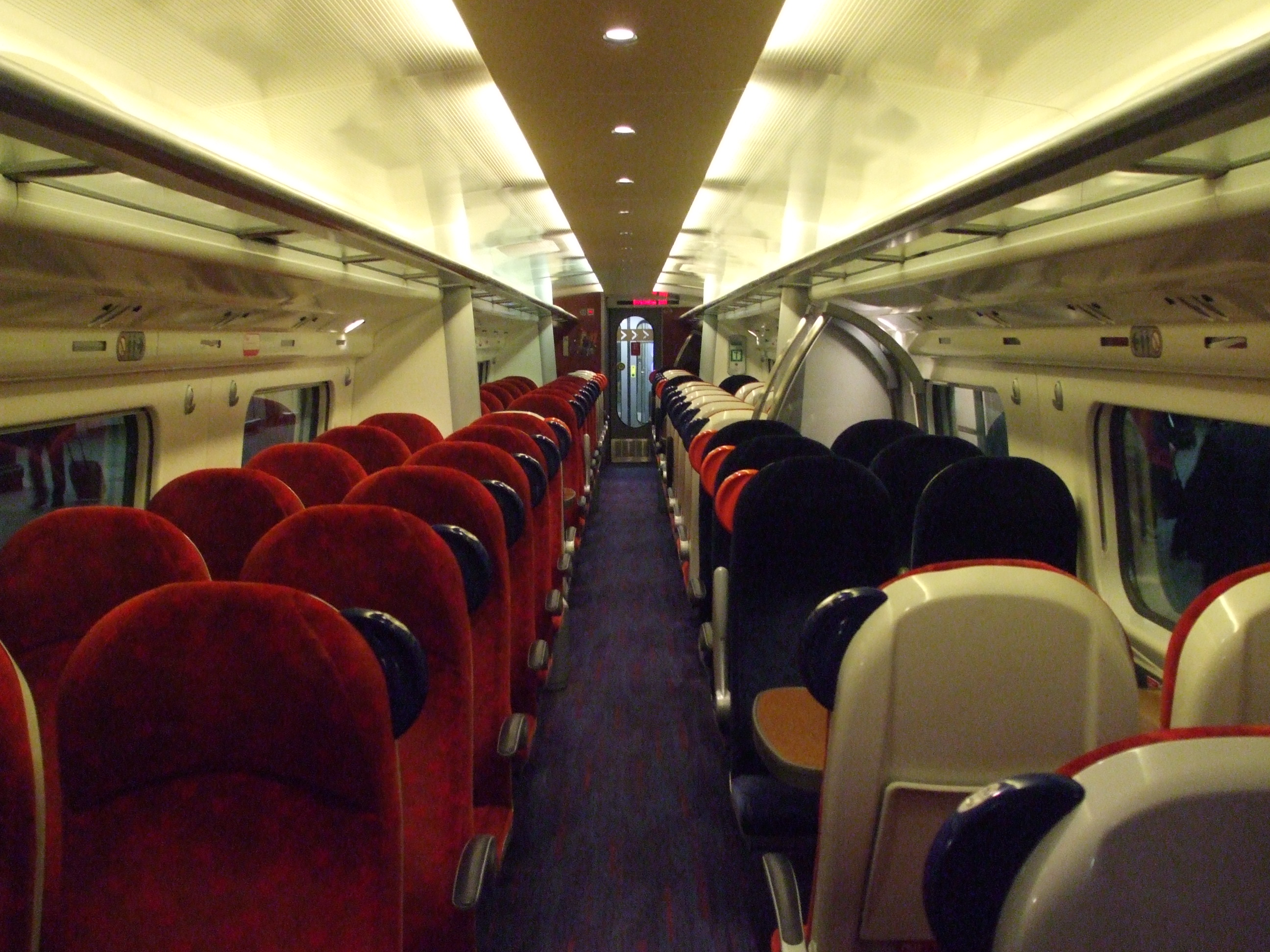
Innenraum der Class 390

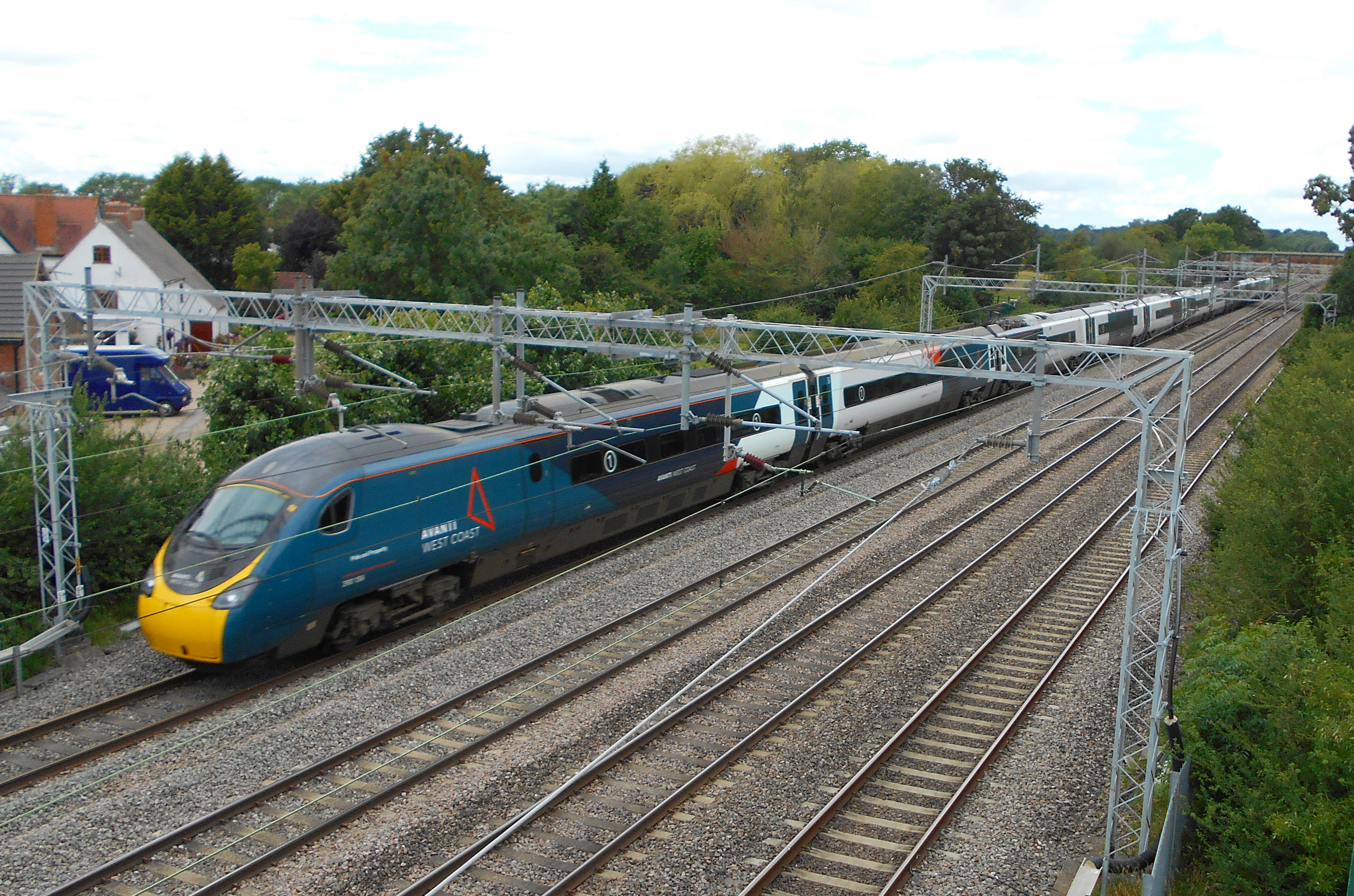
Neue Lackierung von Avanti West Coast

Zum Einsatz kamen die Züge zum ersten Mal auf der Strecke von Bahnhof Euston nach Bahnhof Manchester Piccadilly am 23. Juli 2002, zur Eröffnung der Commonwealth Games in Manchester. In den folgenden Monaten übernahmen die Pendolini den Verkehr nach Manchester vollständig und wurden auch nach Bahnhof Liverpool Lime Street, Bahnhof Birmingham New Street, Wolverhampton und Preston eingesetzt. Ende 2003 war auch die letzte Klasse 86-Lokomotive durch Pendolinos ersetzt worden.
2004 wurden die Pendolinos dann auch nach Bahnhof Glasgow Central und später auch auf allen Strecken nördlich von Preston eingesetzt; damit konnten die Lokomotiven der BR-Klasse 90 vollständig eingespart werden. Wegen technischer Probleme der Pendolinos blieben einige Klasse-87-Lokomotiven jedoch auch weiterhin im Dienst.
Im selben Jahr wurden die Pendolinos auch für die North Wales Coast Line von Crewe nach Holyhead freigegeben. Da diese Strecke nicht elektrifiziert ist, werden die Züge von BR-Klasse 57-Diesellokomotiven gezogen (die auch zum Einsatz kommen, wenn Pendolinos über nicht-elektrifizierte Strecken umgeleitet werden).
Nachdem durch die Streckenmodernisierung die Passagierzahl deutlich angestiegen war, entschloss sich das Verkehrsministerium Department for Transport zu einer Erhöhung der Kapazitäten. Dazu wurden im September 2008 zusätzliche Fahrzeuge bei Alstom Transport bestellt. 4 Elfwagenzüge wurden komplett neu produziert und 31 vorhandene Garnituren um je 2 Wagen ergänzt. Außerdem wurde eine Option vereinbart, nach der auch die verbleibenden 21 Züge verlängert werden können. Die neuen Garnituren wurden bis 2012 in Betrieb genommen. Mit dieser Maßnahme gingen Umbauten an den Depots einher, um die verlängerten Züge behandeln zu können.
Da das bisherige Produktionswerk in Washwood Heath geschlossen wurde, erfolgte die Fertigung der Neufahrzeuge im italienischen Alstom-Neigetechnikzentrum Savigliano in Italien.
Ab Dezember 2019 übernahm Avanti West Coast die Triebzüge mit dem Betrieb auf der West Coast Main Line und führte eine neue Lackierung ein. Da die Class 390 auch weiterhin einen Großteil der Kurse fahren werden, ist ein umfassendes Modernisierungsprogramm bei Alstom angelaufen. Bis 2024 werden alle Sitze ausgetauscht und die Zahl der Sitzplätze 1. Klasse zugunsten der 2. Klasse reduziert. Außerdem soll das Fahrgastinformationssystem erweitert und mehr Platz für Gepäck vorgesehen werden.

## Technik
Züge der Class 390 gehören neben den Javelin und den Zügen des Intercity Express Programme zu den schnellsten britischen Triebzügen. Die Hochgeschwindigkeitszüge der Eurostar Group für den internationalen Verkehr durch den Eurotunnel sind deutlich schneller; sie verkehren allerdings nur über die Schnellfahrstrecke High Speed 1. Im September 2006 stellte ein Pendolino Britannico eine neue Bestzeit für die 401 Meilen (642 km) lange Strecke von Glasgow nach London auf; mit 3 Stunden 55 Minuten war er schneller als der vorige Rekord von 4 Stunden 14 Minuten, aufgestellt vom Advanced Passenger Train im Jahr 1981.
Im Unterschied zu den anderen Pendolino-Neigezügen, die eine hydraulische Neigetechnik verwenden, wurde bei der Class 390 eine elektromechanische Neigetechnik mit einem Neigewinkel von maximal 8° eingebaut (entwickelt von SIG, später FIAT-SIG und heute ALSTOM Schienenfahrzeuge AG und ESW GmbH). Im Gegensatz zur FIAT-Neigetechnik werden keine Pendel, sondern auf Rollen laufende, schrägstehende Kulissen verwendet. Diese soll effizienter sein und geringere Wartungskosten verursachen. Statt eines traditionellen Speisewagens gibt es ein Bord-Bistro. Es gibt ein elektronisches Informationssystem, mit Anzeigen an den Wagenenden und außen an den Türen. An den Sitzen gibt es Kopfhörerbuchsen für das Bordradio. Für die Platzreservierung gibt es ebenfalls elektronische Anzeigen; diese haben sich jedoch als unzuverlässig erwiesen, so dass nach wie vor die Reservierungen mit Papierzetteln gemacht werden. Die Abteiltüren öffnen sich auf Knopfdruck. Bei den älteren Wagen vom Typ British Rail Mark 3 und British Rail Mark 4 gab es Kritik wegen der Zugluft, wenn die mit einem Sensor ausgestatteten Türen durch ein Gepäckstück offengehalten wurden. Allerdings wird heute kritisiert, dass die Türen sich schließen, wenn noch Passagiere auf den Ausstieg warten. Die Türen besitzen ausfahrbare Stufen, die sich an die Bahnsteighöhe anpassen. Dies gab es bereits beim APT-P.
Die Pendolino-Flotte ist beheimatet im Manchester Traincare Centre in Longsight, wo größere Wartungsarbeiten durchgeführt werden; dazu gibt es eine Hebebühne, die einen gesamten Zug anheben kann. Kleinere Wartungsarbeiten werden auch in den anderen Werkstätten von Alstom durchgeführt, nämlich in Wembley (in London), Oxley (bei Wolverhampton), Edge Hill (in Liverpool) und Polmadie (in Glasgow).
Jede Einheit bestand aus neun Wagen; die ersten 34 Einheiten wurden mit nur acht Wagen gebaut, ein jeweils neunter Wagen wurde im Jahr 2004 hinzugefügt. Eine Einheit war bis 2010 folgendermaßen zusammengestellt:
| Wagennummer | Typ    | Beschreibung                                                   | Sitzplätze | Sitzplätze | Sitzplätze             |
| Wagennummer | Typ    | Beschreibung                                                   | 1. Klasse  | 2. Klasse  | Toiletten              |
| ----------- | ------ | -------------------------------------------------------------- | ---------- | ---------- | ---------------------- |
| 69101–69153 | DMRFO  | Endwagen (angetrieben): erste Klasse, Restaurant               | 18         | -          | -                      |
| 69401–69453 | MFOD   | Mittelwagen (angetrieben): erste Klasse, Behindertensitzplatz  | 39         | -          | 1 (behindertengerecht) |
| 69501–69553 | PTFO   | Mittelwagen (mit Stromabnehmer): erste Klasse                  | 44         | -          | 1                      |
| 69601–69653 | MFO    | Mittelwagen (angetrieben): erste Klasse                        | 46         | -          | 1                      |
| 68801–68853 | TSO    | Mittelwagen: zweite Klasse                                     | -          | 76         | 1                      |
| 69701–69753 | MSO    | Mittelwagen (angetrieben): zweite Klasse, Behindertensitzplatz | -          | 66         | 1 (behindertengerecht) |
| 69801–69853 | PTSRMB | Mittelwagen (mit Stromabnehmer): zweite Klasse, Bord-Bistro    | -          | 48         | -                      |
| 69901–69953 | MSO    | Mittelwagen (angetrieben): zweite Klasse, Behindertensitzplatz | -          | 64         | 1 (behindertengerecht) |
| 69201–69253 | DMSO   | Endwagen (angetrieben): zweite Klasse                          | -          | 46         | 1                      |

Nach weiteren Auslieferungen von 2008 bis 2012 sind inzwischen 21 neunteilige und 35 elfteilige Triebzüge (574 Wagen) in Betrieb.

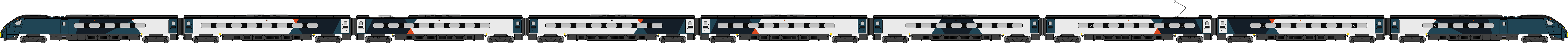
Avanti West Coast Class 390/0

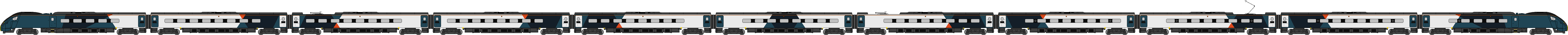
Avanti West Coast Class 390/1

## Probleme und Zwischenfälle
Im Oktober 2004 kollidierte ein Zug mit dem Prellbock am Bahnsteiganfang im Bahnhof Liverpool Lime Street; ein ähnlicher Unfall passierte ein paar Wochen später im selben Bahnhof. Die Ursache war laut Rail Safety and Standards Board ein Software-Fehler im Antiblockiersystem, das die Bremsen bei niedriger Geschwindigkeit nach längerem Ausrollen (wie dies bei der Einfahrt in einen Bahnhof passiert) deaktiviert. Bis zur Behebung des Fehlers galt eine Höchstgeschwindigkeit von 110 mph.
Ein weiteres Problem (das auch bei den dieselbetriebenen Schwesterzügen der Class 220 auftrat) betraf die Toiletten; der auftretende Gestank rührte vermutlich daher, dass die Belüftungsöffnung für die Abwassertanks direkt neben den Ansaugöffnungen der Klimaanlage liegen. Um das Problem zu beheben, wurden Lufterfrischer installiert, die Abwassertanks gereinigt (mit einer Flüssigkeit, die auch in den Flugzeugen von Virgin Atlantic genutzt wird), die Abwasserrohre ausgetauscht sowie die Abwassertankbelüftung modifiziert.
Das hohe Gewicht der Züge verursachte einen deutlich höheren Verschleiß an den Schienen. Zudem erfordert die Neigetechnik einen geringeren Wagenquerschnitt, und auch der Boden ist gegenüber anderen Zügen erhöht, um darunter die Neigungsmechanik unterbringen zu können. Außerdem sind behindertengerechte Toiletten vorhanden. Dies alles reduziert die Sitzkapazität im Vergleich zu den alten Zügen und sorgt für ein höheres Gewicht pro Passagier und damit mehr Energieverbrauch, was im Jahr 2006 vom britischen Verkehrsminister Alistair Darling kritisiert wurde. Weitere Kritikpunkte sind die kleineren Fenster, die weniger Licht in den Zug lassen (wobei die dicken Fensterrahmen auch einer erhöhten Crashsicherheit geschuldet sind), sowie mangelnde Fahrradstellplätze.
Schließlich mussten auch jeweils mehrere Züge aus dem Verkehr gezogen werden, um Sandstreueinrichtungen nachzurüsten – die seltsamerweise beim Bau nicht installiert worden waren.

### Entgleisung bei Grayrigg
Am 23. Februar 2007 entgleiste ein Pendolino bei Grayrigg in Cumbria. Der Zug mit der Nummer 390 033 und dem Namen „City Of Glasgow“ war von Bahnhof Euston (Abfahrt 17:15 Uhr) nach Bahnhof Glasgow Central unterwegs; bei dem Unfall befanden sich 115 Passagiere an Bord, eine Person kam ums Leben. Ursache war eine defekte Weiche; insgesamt bestätigte sich bei dem Unfall jedoch die Crashsicherheit des Zuges.